# Parapolski Dol
De Parapolski Dol (Russisch: Парапольский Дол) of Parapolskidal is een intermontane laagte die het Penzjinagebergte en het Korjakengebergte scheidt van elkaar in het noorden van de Russische kraj Kamtsjatka. De Parapolski Dol wordt doorsneden door de rivier de Palmatkina in het noorden en de rivieren Koejoel (Talovka) en Poestaja in het zuiden. De lengte bedraagt ongeveer 425 kilometer met een hoogte die gemiddeld varieert van 50 tot 200 meter. Het zuidelijke deel bevindt zich op het schiereiland Kamtsjatka. De laagte loopt scherp af naar de Penzjinabaai. De vlakke delen van de Parapolski Dol zijn moerasachtig en bevatten vele kleine meertjes. Op de hellingen groeit voornamelijk toendravegetatie, waaronder Siberische dwergdenstruiken.
Dit wetlandgebied maakt deel uit van de zapovednik Korjakski en kent een van de grootste diversiteiten aan vogels in Azië.